# 大林喬任
大林 喬任（おおばやし たかとう、1932年〈昭和7年〉2月16日 - 2006年〈平成18年〉12月17日）は、日本の政治家。吉岡村長（3期）、第73代群馬県議会議長、群馬県議会議員（6期）、吉岡村議会議員（1期）、自民党群馬県連幹事長などを務めた。

## 来歴
1932年、群馬県群馬郡明治村（現・北群馬郡吉岡町）に生まれる。実家は養蚕農家。1950年に群馬県立渋川高等学校を卒業。家業の農業に従事し観光ぶどう園を経営し、吉岡村消防団長も務めた。
1971年、吉岡村議会議員選挙に出馬し、初当選。1973年、吉岡村長選挙に出馬し当選、以後連続3期務める。 
1983年、群馬県議会議員選挙に出馬し当選、以後連続6期務める。1999年、第73代群馬県議会議長に就任。 
吉岡村長時代から上毛大橋架橋に向けて熱心に取り組み、県議会議員時代にこれを実現した。 
2006年旭日中綬章受賞。同年12月、肺炎のため死去、享年74歳。
吉岡町名誉町民。

## 主な役職
- 群馬県議会議長
- 自由民主党群馬県支部連合会副会長
- 自由民主党群馬県支部連合会幹事長
- 自由民主党群馬県支部連合会総務会長
- 群馬県社会福祉協議会会長
- 群馬県農業会議会長
- 群馬県農業研究会会長
- 榛東村・吉岡町任意合併協議会参与

## 人物・エピソード
- 2005年衆議院議員選挙で、小渕優子の当選を祝う乾杯の音頭をとろうとしたところ、突然倒れる。幸い大事には至らなかったものの、会場は一時騒然となった。
- 群馬県政の実力者であった。特に農政分野には力をもっていた。

## 親族
- 息子・大林俊一 - 元群馬県議会議員[5]
- 息子の妻・大林裕子 - 群馬県議会議員、大林俊一の妻[6]